# Прилипче
Прили́пче — село в Україні, у Кострижівській селищній громаді Чернівецького району Чернівецької області.

## Географія
Село розташоване поблизу Дністра. Через поселення проходить залізниця, є зупинний пункт Прилипче.

## Історія
З 1991 року в складі незалежної України.
17 липня 2020 року, в результаті адміністративно-територіальної реформи та ліквідації Застанівського району, село увійшло до складу Чернівецького району.
01 липня 2023 року селі Прилипче парафія церкви Успіння Пресвятої Богородиці перейшла з Московського патріархату в Православну Церкву України. Вперше, в місцевій церкві пролунала молитва українською мовою.

## Населення
Згідно з переписом УРСР 1989 року чисельність наявного населення села становила 878 осіб, з яких 392 чоловіки та 486 жінок.
За переписом населення України 2001 року в селі мешкали 743 особи.

### Мова
Розподіл населення за рідною мовою за даними перепису 2001 року:
| Мова       | Відсоток |
| ---------- | -------- |
| українська | 99,60 %  |
| російська  | 0,40 %   |

## Відомі особи
Уродженцями села є заслужений артист України Радик Дмитро Васильович та Герой Радянського Союзу Козачук Іван Федорович.

## Природа
- Гідрологічна пам'ятка природи Озеро «Бездонне».